# Моним (военачальник)
Моним (др.-греч. Μόνιμος) — македонский военачальник IV века до н. э. Во время Второй войны диадохов был комендантом Пеллы и до конца сохранил верность Олимпиаде.

## Биография
Предположительно Моним, сын Пифиона, родился между 350 и 345 годами до н. э. Возможно, он входил в число фаворитов при дворе матери Александра Македонского Олимпиады, которых в 331 году до н. э. принудительно отправили в Азию к Александру Македонскому в качестве пажей.
Ещё до смерти Александра Моним женился на красивой киприотке Пантике, которая также проживала при дворе Олимпиады. Афиней с отсылкой к Филарху писал, что так как Пантика была распутной, то Олимпиада заметила жениху: «Негодник, ты выбираешь жену глазами, но не разумом!» Похожую историю, не называя имён, описывал также Плутарх. В ней жених назван «молоденьким флейтистом», а слова Олимпиады звучали как: «Он потерял рассудок, иначе бы не женился глазами».
Во время Второй войны диадохов Моним был военачальником, который до конца сохранил верность Олимпиаде. Когда Кассандр в 317/316 году до н. э. осадил войска Олимпиады в Пидне, Моним был комендантом Пеллы. В 316/315 году до н. э., после того как завершилась осада Пидны и Олимпиада попала в плен к Кассандру, Моним сдался. Дальнейшая его судьба неизвестна.

### Исследования
- Дройзен И. Г. История эллинизма. — Ростов-на-Дону: Феникс, 1995. — Т. 2. — 544 с. — ISBN 5-85880-079-3.
- Carney E. D. Olympias. Mother of Alexander the Great (англ.). — New York; London: Routledge, 2006. — 221 p. — (Women of the ancient world). — ISBN 0-415-33316-4.
- Heckel W. Who's Who in the Age of Alexander and his Successors. From Chaironea to Ipsos (338—301 BC) (англ.). — Barnsley: Greenhill Books, 2021. — 554 p. — ISBN 978-1-78438-648-1.